# Shonkinit
Shonkinit ist ein selten gefundenes, grobkörnig strukturiertes Tiefengestein. Er entspricht in der chemischen Zusammensetzung einem basischen, magnesium- und eisenreichen (mafischen) Phonolith bis Trachyt, von dem er sich in erster Linie durch die gröbere, oft porphyrische Kornstruktur unterscheidet, die auf langsamere Abkühlungsvorgänge von Magma in größerer Tiefe schließen lässt. Er wird heute als eine Variante eines foidführenden (Nephelin-)Syenits (alternativ manchmal Foyait genannt) aufgefasst.
Das Gestein ist benannt nach Shonkin, einem indianischen Namen für die Highwood Mountains, Montana, USA, wo es zuerst gefunden und 1895 zuerst beschrieben wurde.

## Zusammensetzung

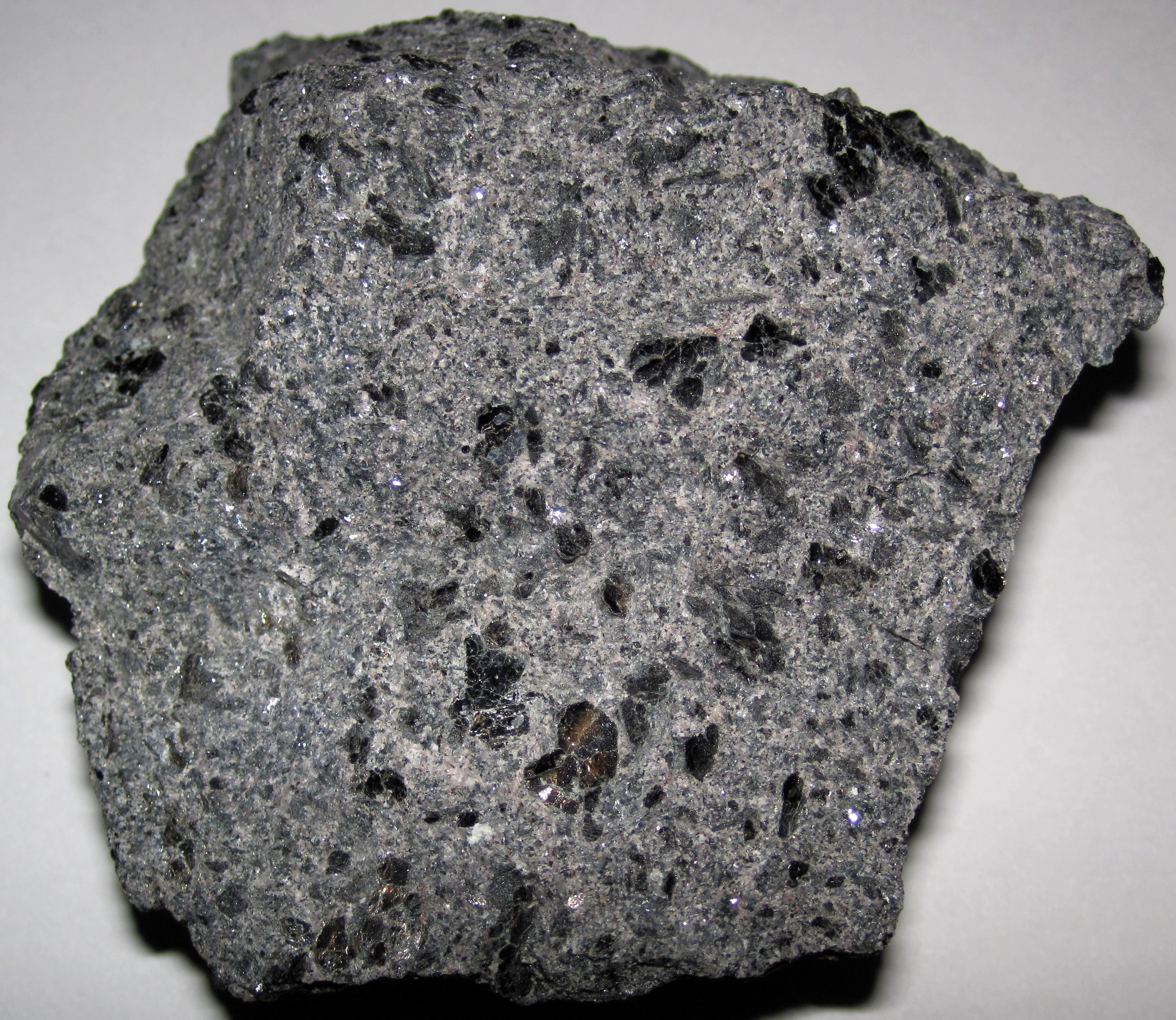
Shonkinit von Mountain Pass, Kalifornien

Shonkinit besteht aus einer Grundmasse aus Feldspaten (Alkalifeldspat, meist in der Hochtemperaturmodifikation Sanidin) und Feldspatvertretern oder Foiden, meist Nephelin, die sich aus kieselsäurearmem, basischem Magma bilden, wenn der Kieselsäuregehalt nicht mehr für die Bildung der Feldspate ausreicht. In diese sind v. a. durch den Eisengehalt dunkel gefärbte Minerale eingesprengt, Klinopyroxen als Augit, Amphibol (Hornblende), Olivin und Glimmer als Biotit. Die gegenüber dem überwiegend hell gefärbten Syenit insgesamt dunklere Farbe wird als „melanokratisch“ umschrieben. Die Matrix ist bei Shonkinit kristallin, nicht glasartig oder kryptokristallin. Shonkinit liegt im sogenannten Streckeisendiagramm (auch QAPF-Diagramm genannt), in dem Gesteine nach den Mineralphasen Quarz (Q), Alkalifeldspäte (A), Plagioklase (P) und Foide (F) sortiert werden, im Feld 10, d. h. es ist weder Quarz noch Plagioklas vorhanden, Alkalifeldspäte sind schon teilweise durch Foide ersetzt. In der Zusammensetzung entsprechendes vulkanisches Gestein wäre ein Phonolith oder Trachyt.
Für kaliumreiche foid-führende Syenite sind je nach Lokalvorkommen eine Vielzahl verschiedener Namen in Gebrauch. Die Nomenklatur ist kompliziert und nicht durchgehend international vereinheitlicht.

## Auftreten
Shonkinite sind gebunden an Kryptovulkanismus, bei dem aufsteigendes basisches Magma als Intrusion erstarrt, bevor es die Oberfläche erreicht, oft in Form eines Lopolith oder Lakkolith. Ihre Bildung wird durch fraktionierte Kristallisation erklärt: Wenn der in das Nebengestein eingedrungene Intrusivkörper abkühlt, bilden sich verschiedene Kristalle nacheinander, je nach dem Schmelzpunkt des jeweiligen Minerals. Da die Kristalle schwerer sind als die umgebende Schmelze, sinken sie in der Magmakammer tendenziell langsam zu Boden. Die verbleibende Schmelze ändert dadurch nach und nach ihre Zusammensetzung, sie verarmt an einigen Elementen, wodurch sich andere relativ dazu anreichern. Durch diesen Vorgang können im selben Intrusivkörper, relativ dicht benachbart, aus derselben Ausgangsschmelze unterschiedliche Gesteine entstehen. Dies wird etwa für das namengebende Vorkommen in den Higwood Mountains angenommen. Tatsächlich könnte sich bei der Trennung von Syenit und Shonkinit aber, ungewöhnlicher, bereits die Schmelze selbst fraktioniert haben.
Shonkinit ist selten. Neben den Vorkommen in den USA gibt es solche zum Beispiel in Murun (am Tschara in Ostsibirien, Russland), Alto Paranaiba im Brasilien (zusammen mit Kimberlit).
In Deutschland wird (Natrium-)Shonkinit für den Vulkanit des Katzenbuckel im Odenwald angegeben, wo er in einer zweiten Phase in den vulkanischen Nephelinit intrudiert ist. Das heute durch Erosion an der Oberfläche liegende Gestein hat sich in der Kreidezeit in mehreren Hundert Meter Tiefe gebildet.
Shonkinit tritt als SiO2-untersättigter Magmatit oft zusammen mit Karbonatit auf, so etwa in den Vorkommen in Montana. Auch im Vorkommen von Mountain Pass in Kalifornien liegen zum selben Vulkanismus gehörende Phlogopit-führende Shonkinit-Gänge benachbart zur Karbonatit-Intrusion, die das Vorkommen der Seltenen Erden (eines der größten der Welt) hervorgebracht haben, ähnlich beim Vorkommen von Mushgai Khudag in der Mongolei. Am Kaiserstuhl im Oberrheingraben in Deutschland begleitet Shonkinit ebenso den dort anstehenden Karbonatit.